# Berga/Elster

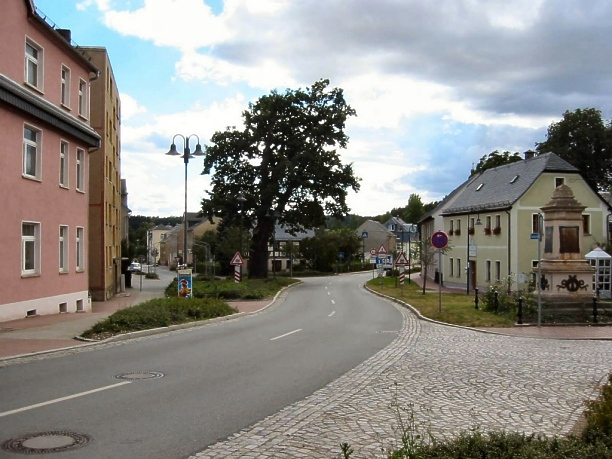
De Hoek - Berga

Berga/Elster is een gemeente in de Duitse deelstaat Thüringen, en maakt deel uit van de Landkreis Greiz.
Berga/Elster telt 3.224 inwoners.